# Joseph Allard (Fiddler)

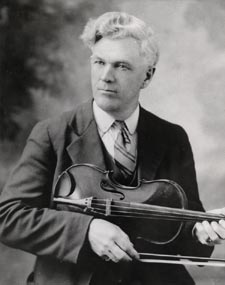
Joseph Allard, 1927

Joseph Allard, auch Maxime Toupin (* 1. Februar 1873 in Woodland, Maine; † 14. November 1947 bei Montreal) war ein kanadischer Fiddle-Spieler und Komponist.
Der Sohn eines Fiddlers kam als Kind nach Quebec und begann im Alter von neuen Jahren das Instrument zu spielen. Ab 1889 lebte er wieder in den USA, wo er zahlreiche Fiddlewettbewerbe in New Hampshire, Rhode Island, Connecticut und Massachusetts gewann. Um 1917 kehrte er nach Kanada zurück und ließ sich in der Nähe von Montreal nieder.
Er wurde in Kanada und den USA als Fiddler berühmt und spielte ab 1928 80 Platten bei Victors Label Bluebird Records ein, darunter in den 1930er Jahren mehrere unter dem Namen Maxime Toupin. Sein Repertoire umfasste mehrere hundert Folk-Weisen und sechzig eigene Kompositionen.
Jean Carignan, der von 1927 bis 1931 bei Allard in Montreal studierte, wurde zum bedeutendsten Interpreten dieses Repertoires und nahm 1976 die LP Jean Carignan rend hommage à Joseph Allard auf. Allard hatte bedeutenden Einfluss auf die kanadische Folkszene, und Musiker wie Graham Townsend lehnten sich an seinen Stil an.